# New Horizons
New Horizons (česky Nové obzory) je americká planetární sonda, určená k průzkumu trpasličí planety Pluto, jejích měsíců a dalších transneptunických těles (TNO). Je to první expedice v rámci nového rámcového programu NASA New Frontiers. Sondu postavila a provozuje Laboratoř aplikované fyziky (APL) při Univerzitě Johnse Hopkinse. Projekt v rámci programu New Frontiers financuje ředitelství vědeckých misí (Science Mission Directorate) při ústředí NASA. Vývoj vědeckého vybavení koordinuje Southwest Research Institute (SwRI).
Sonda od svého vypuštění v roce 2006 do průletu okolo Pluta 14. července 2015 urazila téměř 4,9 miliardy kilometrů. Při průletu pořídila velké množství vědeckých dat a fotografií, které byla v následujících 16 měsících po průletu postupně odvysílána na síť pozemních přijímacích stanic systému DSN (Deep Space Network) k dalšímu zpracování. Pořídila tak jedinečné materiály o jednom z posledních neprobádaných světů sluneční soustavy.
Sonda 1. ledna 2019 prolétla okolo Arrokothu.
Náklady na misi byly přibližně vyčísleny na 700 miliónů amerických dolarů.

## Popis sondy

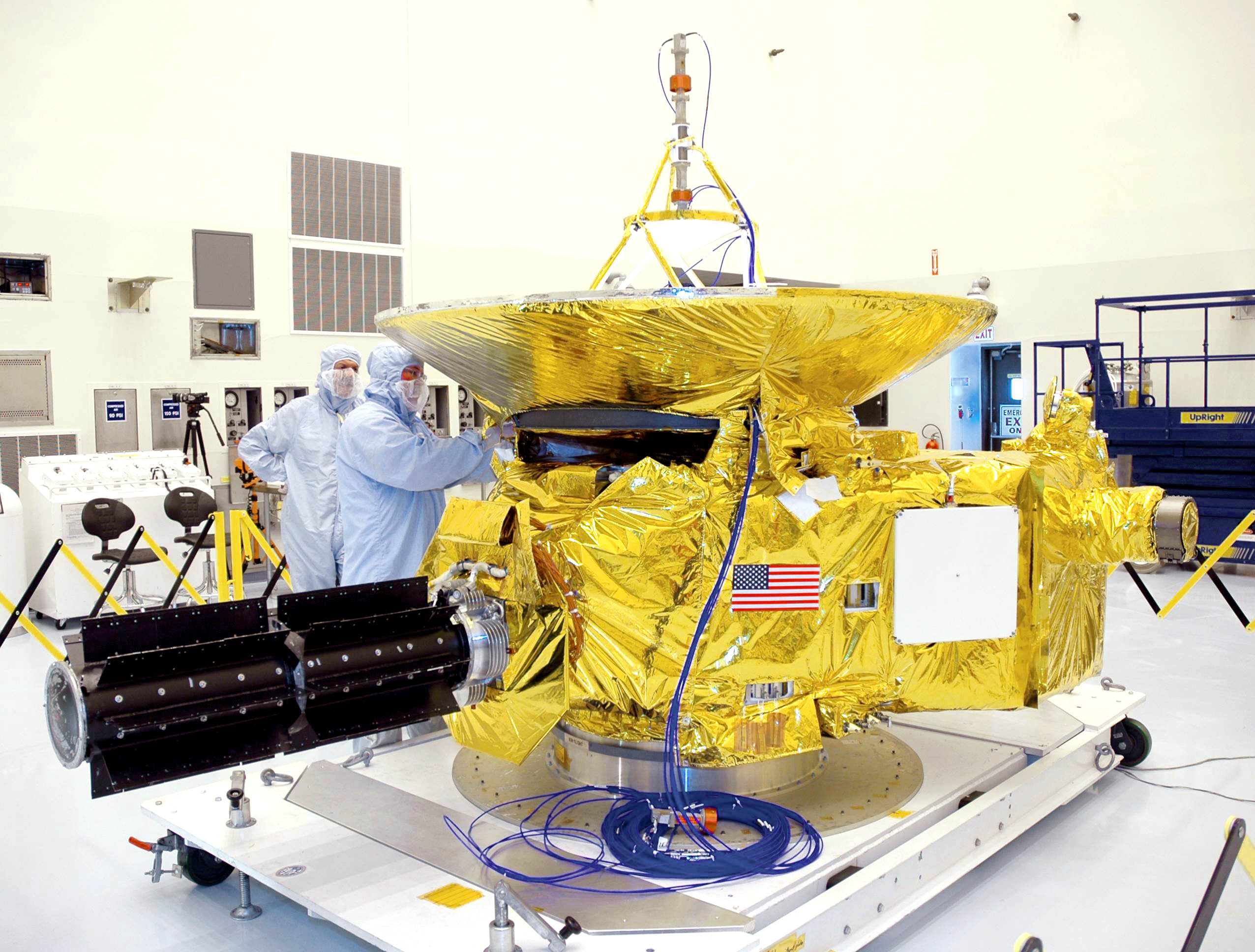
New Horizons v montážní hale

Sonda je tříose případně rotací stabilizovaná, tvaru nízkého nepravidelného šestibokého hranolu o rozměrech základny přibližně 2,1 (resp. 2,7 m včetně RTG) × 1,8 m a výšce 0,7 m (2,2 m včetně anténního systému a adaptéru pro připojení k nosné raketě) je vybavena radioizotopovým termoelektrickým generátorem RTG (Radioisotope Thermolectric Generator), dodávajícím na počátku mise 240 W (v roce 2015 minimálně 200 W) elektrické energie. Jako zdroj slouží 11 kg oxidu plutoničitého 238PuO2. Sonda nese sedm vědeckých experimentů o celkové hmotnosti 30 kg, a to:
- vysokorozlišující spektrometr Alice pro extrémní a vzdálenou ultrafialovou oblast (spektrální rozsah 50 – 180 nm, 1024 kanálů);
- souprava kamer Ralph, kterou tvoří:
  - kamery MVIC (Multispectra Visible Imaging Camera) pro viditelnou oblast (prostorové rozlišení 250 m na vzdálenost 10 000 km), a to:
    - tři panchromatické kamery s detekčními prvky CCD;
    - čtyři barevné kamery s detekčními prvky CCD;
- infračervený zobrazující spektrometr LEISA (Linear Etalon Imaging Spectral Array) pro mapování rozložení N2, CH4, CO, H2O a organických látek;

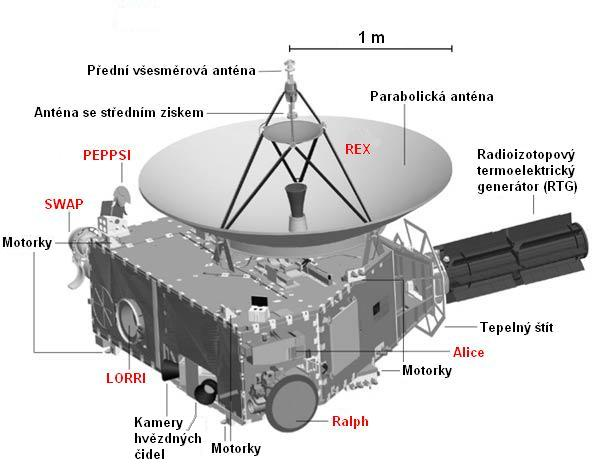
Schéma sondy shora. Experimenty označeny červeně</br />Obrázek: NASA/APL

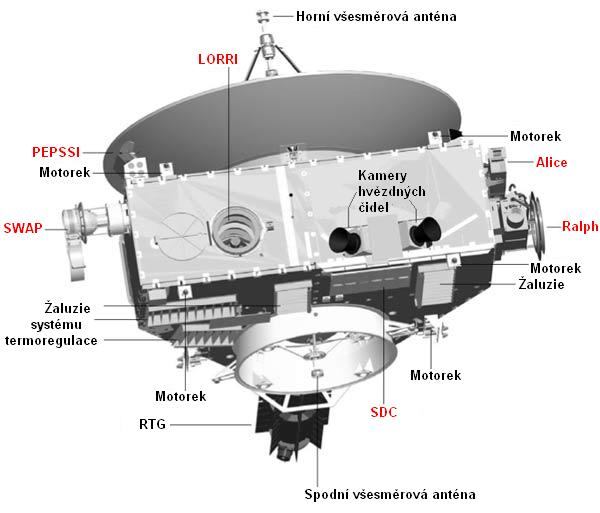
Schéma sondy zdola. Experimenty označeny červeně</br />Obrázek: NASA/APL

- rádiový experiment REX (Radio Science Experiment) pro:
  - studium vlastností atmosféry Pluta ze změn rádiových vln během rádiového zákrytu sondy za planetou;
  - měření rádiového záření Pluta a dalších těles sluneční soustavy;
- dlouhofokální kamera LORRI (Long Range Reconnaisance Imager) pro snímkování Pluta a dalších těles sluneční soustavy (prostorové rozlišení 50 m na vzdálenost 10 000 km);
- přístroj SWAP (Solar Wind at Pluto) pro studium interakce planety se slunečním větrem, který tvoří:
  - analyzátor plazmatu RPA (Retarding Potential Analyzer);
  - elektrostatický analyzátor nabitých částice ESA (Electrostatic Analyzer);
- analyzátor energetických částic PEPSSI (Pluto Energetic Particle Spectrometer Science Investigation);
- detektor kosmických prachových částic SDC (Student Dust Counter).

Řízení sondy zajišťuje procesor typu Mongoose V (taktová frekvence 12 MHz). Vědecká a technická data jsou zaznamenávána do dvou polovodičových velkokapacitních pamětí s kapacitou 2 × 64 Gbit. Komunikační systém sond pracuje v pásmu X (8 GHz, přenosová rychlost od Pluta 800 bit/s). Předpokládá se, že přenos veškerých dat z průletu kolem Pluta bude trvat 9 měsíců. Sonda je dále vybavena 12 motorky na jednosložkové kapalné pohonné látky (hydrazin) o tahu 12 × 0,8 N a 4 silnějšími motorky na stejné pohonné látky o tahu 4 × 4,4 N; motorky jsou rozděleny do dvou nezávislých okruhů po 8 motorcích. Motorky slouží k udržování orientace během zkoumání planet a během korekčních manévrů; většinu doby přeletu meziplanetárním prostorem je orientace udržována rotací sondy rychlostí přibližně 5 obr/min. Pro zjišťování orientace v prostoru slouží inerciální plošina IMU (Inertial Measurement Unit) a systém sledovačů hvězd.
Let sondy je po technické stránce řízen ze střediska Mission Operations Center (MOC), umístěného v areálu Johns Hopkins University. Práci vědeckých přístrojů na palubě zajišťuje středisko SOC (Science Operations Center) na Southwest Research Institute. Spojení zajišťuje celosvětová síť sledovacích stanic dálkového kosmického spojení DSN (Deep Space Network) organizace NASA.

## Průběh letu

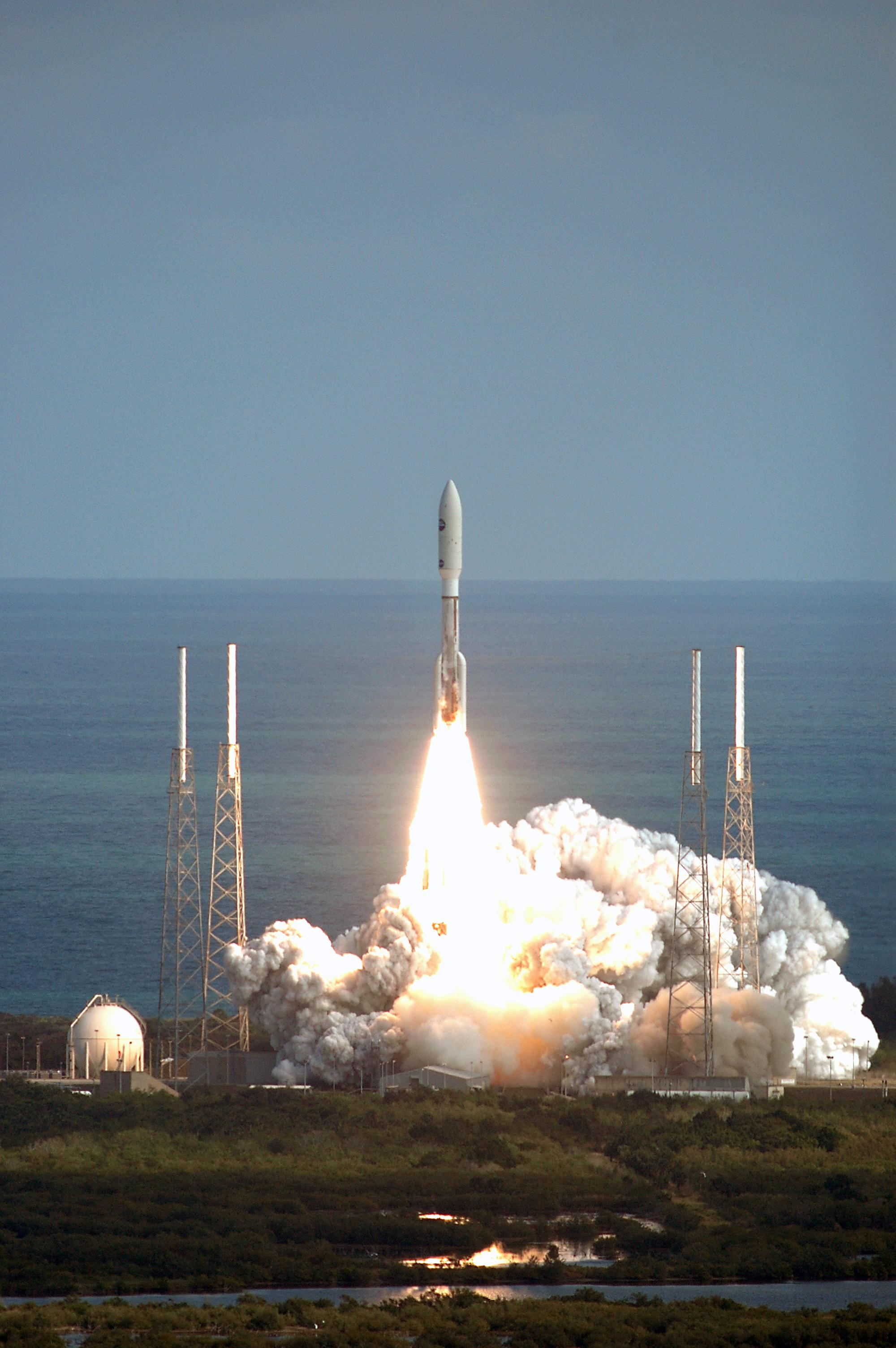
Start rakety Atlas V se sondou

Nosná raketa typu Atlas V model 551 (výr. č. AV-010) s urychlovacím třetím stupněm Star 48 vzlétla po několika odkladech, způsobených převážně špatným počasím, z rampy SLC-41 kosmodromu Eastern Test Range na Floridě 19. ledna 2006 v 19:00:00 světového času (UT). V 19:41:41 UT třetí stupeň navedl užitečné zatížení na hyperbolickou únikovou dráhu ze zemského gravitačního pole a v 19:44:55 UT se od tohoto stupně sonda oddělila a nastoupila samostatnou pouť k Jupiteru a dále k Plutu. Stala se tak zatím nejrychleji se pohybujícím umělým kosmickým tělesem v zemském gravitačním poli. Kolem 04:00 UT dne 20. ledna sonda překročila dráhu Měsíce a 78 dní po startu (7. dubna) překročila dráhu Marsu.

### Pás planetek

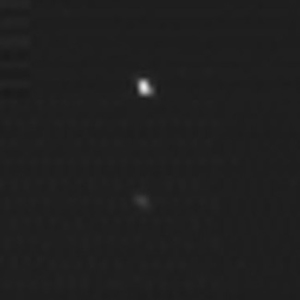
Dva snímky planetky (132524) APL vyfotografované sondou New Horizons

Průzkum objektů v pásu planetek mezi drahou Marsu a Jupiteru nebyl plánován z důvodu úspory pohonných hmot, které by se daly později lépe využít pro průzkum těles Kuiperova pásu. Později po startu tým sondy zkoumal dráhu letu, zda se některý asteroid nebude nacházet v dosahu přístrojů. V květnu 2006 bylo zjištěno, že se sonda 13. června přiblíží k malé planetce (132524) APL (provizorní označení 2002 JF56). Největší přiblížení nastalo ve 4:05 UT na vzdálenost 101 867 kilometrů. Asteroid byl snímkován kamerou Ralph (použití LORRI nebylo v tu chvíli možné kvůli blízkosti Slunce), řídící tým ověřil funkčnost kamery a schopnost sondy sledovat rychle se pohybující cíl. Průměr asteroidu je přibližně 2,5 km.

### Průlet okolo Jupitera
28. února 2007 sonda prolétla kolem Jupitera ve vzdálenosti 2,3 miliónu km rychlostí 21 km·s−1 (vzhledem k Jupiteru). Při průletu pořídila pomocí kamery (LORRI) snímky jeho povrchu a snímky některých jeho měsíců – Io, Europy a Ganymedu. Na snímcích měsíce Io, pořízených 26. února 2007, zachytila sonda erupci vulkánu Tvashtar, jejíž prachový sloupec dosahoval přibližně 240 km nad povrch měsíce. Při průletu okolo Jupitera došlo v důsledku efektu gravitačního praku k urychlení sondy o další 4 km/s, proto je průlet kolem Jupitera tak důležitý.

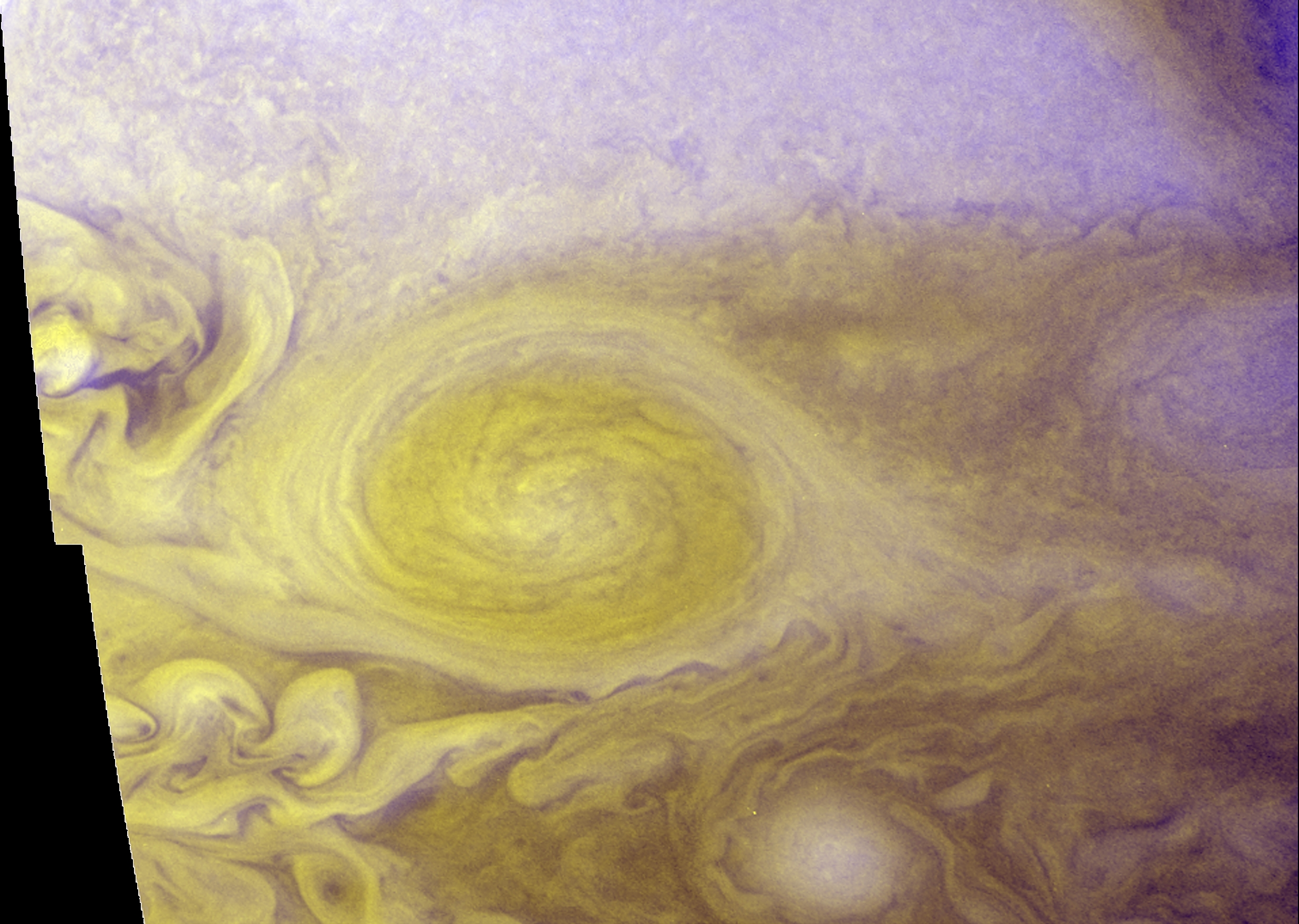
Snímek turbulence na Jupiteru z 1. května 2007

V průběhu přeletu mezi Jupiterem a Plutem byla většina systémů sondy a veškeré vědecké přístroje hibernovány a byly zapojovány přibližně jednou ročně ke komplexnímu zjištění jejich technického stavu. 6. prosince 2014 byla sonda probuzena z hibernace, která začala 29. srpna 2014, a začala se připravovat na plánovaný průlet kolem Pluta.

### Průlet okolo Pluta

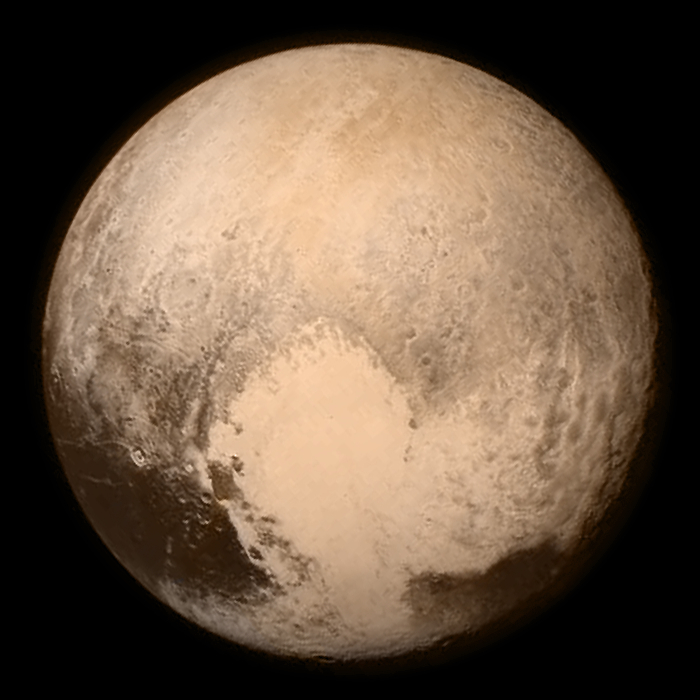
Fotografie Pluta z 13. července 2015

Okolo Pluta sonda proletěla 14. července 2015.
Sledování Pluta začalo pět měsíců před největším přiblížením. Dálkové snímkování pořídilo globální mapu Pluta a Charona s rozlišením 40 km. Kolem trpasličí planety proletěla v minimální vzdálenosti 12 500 km 14. července 2015 v 11:49:57 greenwichského času. Kolem Charonu proletěla ve vzdálenosti cca 27 000 km rychlostí přibližně 14 km/s o zhruba 4 minuty později než okolo Pluta. Během největšího přiblížení přístroje pořídily snímky s rozlišením až 25 m/pixel, čtyřbarevnou celkovou mapu viditelné strany s rozlišením 1,6 km, celkovou infračervenou spektrální mapu s rozlišením 7 km/pixel a pro vybrané oblasti až na méně než 100 m/pixel.
Vzhledem ke vzdálenosti sondy od Země a prakticky nemožnému operativnímu ovládání vlastní sondy, byla celá průletová sekvence, včetně činností všech pozorovacích přístrojů, dopředu naprogramována a zcela autonomní. V časovém okně +/- 12 h okolo nejtěsnějšího průletu navíc sonda nekomunikovala se Zemí, ale aktivně nastavovala svou pozici tak, aby co nejvhodněji směřovala pozorovací přístroje směrem na jednotlivé objekty systému Pluta.
Data pořízená sondou byla vysílána zpět na Zemi rychlostí zhruba 1 kilobit/s. Aby signál astronomové vůbec zachytili, museli využívat přesně namířené radioteleskopy o průměru 60 metrů. Kompletní přenos naměřených dat kvůli nízké přenosové rychlosti trval více než 16 měsíců. Vědecky nejcennější data byla navíc vysílána prioritně tak, aby se snížila případná ztráta vědeckého materiálu v případě neočekávané poruchy sondy.

### Let oblastí Kuiperova pásu

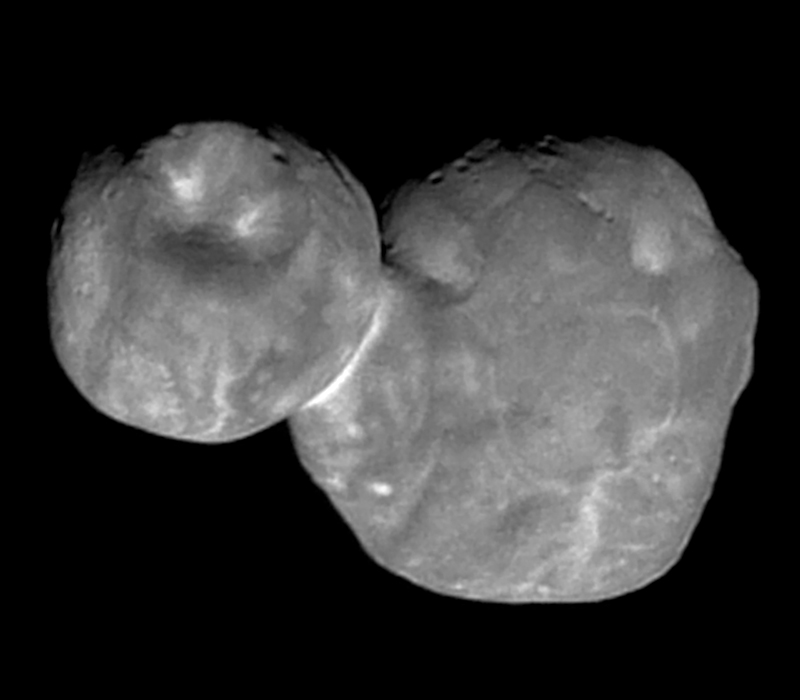
Planetka (486958) Arrokoth při průletu sondy

Po průletu kolem Pluta se sonda pohybovala oblastí Kuiperova pásu. V září 2014 byly Hubbleovým teleskopem vytipovány tři objekty jako další potenciální cíle mise, z nichž byla v srpnu 2015 vybrána kvůli nejmenším požadavkům na korekci dráhy planetka (486958) Arrokoth (tehdy předběžným označením 2014 MU69 či Ultima Thule) s plánovaným doletem v lednu 2019. Cestou k Arrokothu sonda z dálky pozorovala asi tucet dalších objektů Kuiperova pásu a získala základní informace o jejich vzhledu a povrchu.
K průletu kolem planetky Arrokoth došlo 1. ledna 2019. Sonda planetku míjela ve vzdálenosti 3500 km a získala řadu fotografií a informací o tomto tělese. Po provedení průzkumu Arrokothu trvalo dalších několik měsíců, než došlo ke stažení veškerých vědeckých dat.
Expedice spojená s průzkumem malých těles má pokračovat až do roku 2025, do kdy má již zajištěno financování. Odborníci i veřejnost očekávají vzhledem k velmi dobrému stavu sondy další prodloužení mise, které by mělo zahrnovat pozorování dalších vzdálených objektů v Kuiperově pásu a měření podmínek prostředí.

## Zajímavosti
- Sonda nese kompaktní disk se 430 000 jmény zájemců, kousek lodi SpaceShipOne a vedle dalších předmětů i vlajku Spojených států.
- Vedoucí vědců Alan Stern potvrdil, že sonda nese i ampuli s popelem objevitele Pluta – Clyda Tombaugha.
- Snímkováním a průzkumem Pluta sonda provedla historicky nejvzdálenější průzkum hmotného tělesa – ve vzdálenosti cca 4,9 miliardy km.
- Vzhledem ke vzdálenosti sondy od Země bylo jednosměrné zpoždění radiové komunikace cca 4,5 hodiny.
- Pro velkou vzdálenost od slunce není sonda napájena solárními panely, ale radioizotopovým generátorem, záložním kusem z mise Cassini.
- Sonda je tělesem, kterému byla při vypuštění ze Země udělena nejvyšší úniková rychlost.[13] Těsně po vypuštění byla její relativní rychlost vůči Zemi 16,21 km/s tedy 58 350 km/h.
- Sonda New Horizons byla vypuštěna jen několik měsíců před tím, než astronomové na kongresu v Praze reklasifikovali Pluto jako trpasličí planetu. Někteří členové týmu New Horizons, jako Alan Stern, s tímto nesouhlasí a považují Pluto dál za planetu.
- Nově objevené měsíce Pluta, Nix a Hydra, mají iniciály N a H, stejně jako mise New Horizons.